# Dodona fatna
Dodona fatna är en fjärilsart som beskrevs av Doubleday 1847. Dodona fatna ingår i släktet Dodona och familjen Riodinidae. Inga underarter finns listade i Catalogue of Life.